# The Silent Master
The Silent Master er en amerikansk stumfilm fra 1917 af Léonce Perret.

## Medvirkende
- Robert Warwick som Valentin
- Olive Tell som Miss Virginia Arlen
- Donald Gallaher som Eugene Arlen
- Ann Little som Jacqueline
- Juliette Moore som Juliette